# Leucania ciliata
Leucania ciliata là một loài bướm đêm trong họ Noctuidae.